# Bajo Aragón

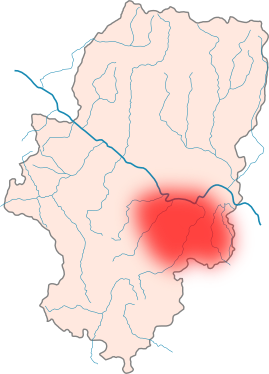
Extensión aproximada del Bajo Aragón, tal como se entendía antes de la comarcalización de 1999.

El Bajo Aragón (en aragonés: Baixo Aragón; en catalán, Baix Aragó) o Tierra baja es un área perteneciente a la comunidad autónoma española de Aragón que engloba aproximadamente las comarcas oficiales de Bajo Aragón, Bajo Martín, Andorra-Sierra de Arcos, Bajo Aragón-Caspe, Matarraña y Ribera Baja del Ebro, así como algunos municipios pertenecientes a otras comarcas (Maestrazgo, Campo de Belchite, Bajo Cinca y Cuencas Mineras). El gentilicio del Bajo Aragón es bajoaragonés o tierrabajino.
También se denomina con frecuencia actualmente Bajo Aragón histórico a este territorio, para distinguirlo de la comarca administrativa oficialmente llamada Bajo Aragón, que existe solo desde 1999 y cuya extensión es mucho menor. Hay distintas opiniones en torno al tema de qué pueblos pertenecen o no al Bajo Aragón Histórico, ya que este nunca ha constituido una entidad política o administrativa, lo que no impide que sea una comarca claramente identificada como tal, tanto por sus propios habitantes como por los de las comarcas cercanas. En varios momentos de la historia se planteó que formase la cuarta provincia de Aragón, con capitalidad en Alcañiz, dada la poca relación que los municipios de esta tierra han tenido históricamente con Teruel, capital de la provincia a la que pertenece la mayor parte de la superficie y población de este territorio.
Se cree que el origen de la expresión Bajo Aragón está en la correspondencia con las zonas próximas al curso más bajo del Ebro dentro de Aragón, que es la zona de menor altitud de la comunidad, si bien se aplica solo al lado sur del río, ya que el lado norte (Monegros) apenas tiene cursos de agua y está bastante despoblado. 
Los pueblos de la famosa Ruta del tambor y el bombo, con sus procesiones de Semana Santa acompañadas del sonido de bombos y tambores, están todos en el Bajo Aragón histórico.
También es conocida la comarca por las bóvedas del frío, como las de La Mata de los Olmos o Valdealgorfa, que se agrupan en la Ruta de las bóvedas del frío.